# 台灣基督徒醫學協會
台灣基督徒醫學協會(T.C.M.A., Taiwan Christian Medical Association)是台灣的一個基督教協會，由基督徒醫療相關人員組成的組織，地址位於臺北市中山區新生北路二段74號10樓之7。

## 歷史
1966年10月25日在日月潭涵碧樓由台北基督教醫學協會與台灣基督教福利會合辦之家庭計劃基督教領袖會議中，傳教士及醫護人員代表一致贊同開始籌設全國性基督教醫療協會，1967年3月3日在台灣台南縣關仔嶺召開第一屆全國基督教醫務人員聯合靈修會三天。由會長黃永昌醫師主持，其主題為「醫療與傳道」，與會者約130名，在會期中最後一天3月5日，戒嚴時代的「中華民國」基督徒醫學協會（C.C.M.A.）正式成立了。 
中華民國基督徒醫學協會於1989年向內政部申請成為全國性社團，並於9月獲准成立。在1990年1月6日舉行正式成立大會暨第一屆會員大會（原24屆），成為社團法人中華民國基督徒醫學協會。1997年2月第4屆第2次會員大會中通過本會對外英文名稱為T.C.M.A.。1999年4月向內政部申請通過更名為台灣基督徒醫學協會。
　　其實早在1890年就有外籍宣教師創立了CMMA-China Medical Missionary Association，後來由華人基督徒醫師參與，共同推行醫療衛生工作，直到1925年自動併入中華醫學會(1915年由CMMA成立的)為止，對社會及醫療之貢獻深獲國內外人士之景仰與讚許。
　　最早在台北市YMCA董大成教授當理事長任內，為結合台北地區基督徒醫療人員的義診，曾在林寶祥牧師及郭維租、吳震春、陳庵君、趙榮發等醫師前輩號召下，在台北台大法學院水源地的一個角落聚會禱告下成立屬於YMCA架構下的醫療團契。當年結合各大小醫院診所之醫療人員展開諸如環河北路等貧民區的義診。當時跟隨這些前輩足跡在學習跟診的醫療學生，正是今天活躍在各大小醫院診所之醫療人員，其中一部份在今天之TCMA，另一部份在今天之CCMM服事中。這些基督徒醫療人員當年隨著後來日本、韓國的基督徒醫療人員上山下海到貧窮的偏遠地區、原住民地區義診。日本、韓國的基督徒醫療人員甚至背著笨重的手提X光機來到台灣幫忙去義診，也因為這種對神愛的呼喚之回應，美好的見證，感動這許多基督徒醫療人員的持續獻身。
　　在1990年，張啟中醫師擔任兩年理事長時，向內政部申請，登記為全國性人民團體，後續再向法院登記為正式法人。已存在23年的基督徒醫學協會正式立案。
2002年7月2日至7日TCMA在台灣台北舉辦ICMDA(國際基督徒醫師暨牙醫師協會)的第十二屆世界大會及醫學生會議，這是每四年輪流在世界各地舉辦的基督徒醫師牙醫師醫療人員大會，來自世界七十餘國八百餘人與會，結果證明台灣這三十多年來參與台日韓及全世界的交流會議中的確建立了深厚的友誼，雖然不是聯合國會員國，也不是WHO(世界衛生組織)的會員國，竟然也能由一個社團法人人民團體的台灣基督徒醫學協會來完成這個艱鉅的國民外交任務，這也是長期以來台灣基督徒醫學協會有關醫療人員在世界各偏遠地區，包活NGO(非政府組織)對整個人類的貢獻。
2008年聖誕節，會員陳恒德醫師等人勘查阿里山鄒族部落，隔年莫拉克颱風來襲後，成立尼希米行動小組關懷阿里山鄒族部落受災情況，並協助部落的心靈重建。2012年由黃芬宜老師帶隊開始舉辦，此後每年寒暑假在阿里山茶山、來吉等部落舉行，2017年拓展到南投武界部落。持續關懷部落，達成身、心、靈的全人關懷。
　　2014起TCMA和ＣＣＭＭ開始聯合主辦醫療傳道聯合退修會，成為策略夥伴團體。並與台灣各基督教醫院一起舉辦聯合退修會。在2017於嘉義基督教醫院舉辦的聯合退修會中，歡慶成立50週年。

## 台灣基督徒醫學協會TCMA歷屆研修會暨會員大會一覽表[2]
| 屆次 | 會長   | 日期          | 地點                                      | 主題                                                                                             | 人數        |
| ---- | ------ | ------------- | ----------------------------------------- | ------------------------------------------------------------------------------------------------ | ----------- |
| 1    | 黃永昌 | 1967/03/03-05 | 台南縣白河鎮關子嶺                        | 醫療與傳道                                                                                       | 130         |
| 2    | 蕭明足 | 1968/03/01-03 | 台中民族路長老教會                        | 基督徒醫療與社會                                                                                 |             |
| 3    | 林啟三 | 1969/03/28-30 | 高雄澄清湖青年活動中心                    | 基督教醫療與個人                                                                                 | 150         |
| 4    | 林國煌 | 1970/02/20-22 | 陽明山嶺頭浸信會夏令營                    | 太空時代與基督教                                                                                 |             |
| 5    | 林庚申 | 1971/02/19-21 | 陽明山嶺頭浸信會營地                      | 基督教醫療之檢討                                                                                 |             |
| 6    | 張一正 | 1972/03/03-05 | 彰化八卦山天主教集會所                    | 基督教醫療人員在現代社會的使命                                                                   | 70          |
| 7    | 趙岳山 | 1973          | 台南縣白河鎮關子嶺                        |                                                                                                  |             |
| 8    | 郭維租 | 1974/02/08-10 | 台南神學院                                | 教會與保健                                                                                       | 40          |
| 9    | 馬逸輝 | 1975/02/21-23 | 台灣神學院                                | 從史懷哲精神看今日台灣醫療                                                                       | 60          |
| 10   | 楊作舟 | 1976/02/13-15 | 台南基督教互壇會                          | 全民醫療保險                                                                                     | 31          |
| 11   | 穆成章 | 1977/03/04-06 | 台中谷關福音中心                          | 醫療危機及贖罪信仰                                                                               | 63          |
| 12   | 吳震春 | 1978/02/17-19 | 溪頭孟宗山莊                              | 變遷中世界的醫療保健                                                                             | 72          |
| 13   | 吳震春 | 1979/02/09-11 | 日月潭青年活動中心                        | 變遷的世界、不變的基督                                                                           |             |
| 14   | 侯書文 | 1980/02/22-24 | 花蓮玉山神學院                            | 基督徒對都市精神生活的關懷                                                                       | 60          |
| 15   | 王瑞澤 | 1981/02/21-22 | 礁溪福星大飯店                            | 如何塑造基督徒醫療人員的 新形象                                                                  |             |
| 16   | 陳庵君 | 1982/01/29-31 | 桃園復興鄉復興山莊                        | 團隊的醫療傳道                                                                                   | 94          |
| 17   | 陳庵君 | 1983/02/18-20 | 豐原興農工商訓練中心                      | 老人的健康                                                                                       | 100         |
| 18   | 鍾昌宏 | 1984/02/11-12 | 桃園市桃園大飯店                          | 性健康                                                                                           |             |
| 19   | 鍾昌宏 | 1985/03/01-03 | 高雄市勞工育樂中心                        | 工業時代的醫療傳道                                                                               |             |
| 20   | 趙榮發 | 1986/03/07-09 | 台南市勞工休假中心                        | 醫療傳道之現況與展現                                                                             | 100         |
| 21   | 趙榮發 | 1987/02/13-15 | 台中市東海大學                            | 全人健康~關懷老年人、中年人、青少年                                                              |             |
| 22   | 張啟中 | 1988/02/05-07 | 花蓮市海濱大飯店                          | 山地醫療之再思                                                                                   | 100         |
| 23   | 張啟中 | 1989/01/20-22 | 陽明山浸信會嶺頭山莊                      | 全民保險時代全人醫療之探討~ 心靈、倫理、科學方面                                                 | 60          |
| 24   | 張啟中 | 1990/02/16-18 | 台東縣文化中心及公教會館                  | 古今醫學倫理之探討~ 人文社會、宗教、醫學三方面                                                   | 80          |
| 一   | 張啟中 | 1990/02/16-18 | 台東縣文化中心及公教會館                  | 古今醫學倫理之探討~ 人文社會、宗教、醫學三方面                                                   | 80          |
| 25   | 張啟中 | 1991/01/26-27 | 埔里謝緯營地                              | 醫療人員之生活見證 1、人際關係2、工作見證3、婚姻與家庭                                           | 115         |
| 26   | 林明輝 | 1992/02/22-23 | 台北縣八里樂山園                          | 愛就是陪他走完最後一程~安寧照顧的省思                                                            | 143         |
| 二   | 林明輝 | 1992/02/22-23 | 台北縣八里樂山園                          | 愛就是陪他走完最後一程~安寧照顧的省思                                                            | 143         |
| 27   | 林明輝 | 1993/02/13-14 | 宜蘭頭城 YMCA聽濤營                       | 尋回伊甸園 1、鄉土~生態環境與保護 2、禁果~性、AIDS、藥物 3、妖蛇~信仰及心靈的污染                | 108         |
| 28   | 賴允亮 | 1994/02/19-20 | 陽明山衛理褔音園                          | 基督教醫療院所何去何從？ 1、經營管理 2、宣教使命與實踐                                           | 113         |
| 三   | 賴允亮 | 1994/02/19-20 | 陽明山衛理褔音園                          | 基督教醫療院所何去何從？ 1、經營管理 2、宣教使命與實踐                                           | 113         |
| 29   | 賴允亮 | 1995/02/18-19 | 新竹聖經學院                              | 基督徒生死觀                                                                                     | 117         |
|      | 賴允亮 | 1995/02/18-19 | 新竹聖經學院                              | 基督徒生死觀                                                                                     | 117         |
| 30   | 顏國順 | 1996/01/26-27 | 桃園龍溪花園                              | 家庭變奏曲~ 1、墜落的小天使 2、外力、暴力 3、在愛中成長                                          | 110         |
| 四   | 顏國順 | 1996/01/26-27 | 桃園龍溪花園                              | 家庭變奏曲~ 1、墜落的小天使 2、外力、暴力 3、在愛中成長                                          | 110         |
| 31   | 顏國順 | 1997/02/14-16 | 台南縣虎頭埤 青年活動中心                 | 重新背起十字架 1、基督徒靈性的重建 2、教會醫院的蛻變 3、醫院經營再思與本土關懷 4、醫傳使命與異象 | 350         |
| 32   | 林清澤 | 1998/02/20-22 | 台北劍潭青年活動中心                      | 基督徒醫療人員的異象 1、醫療教育 2、醫療異象 3、醫療傳道 4、海外醫宣                             | 220         |
| 五   | 林清澤 | 1998/02/20-22 | 台北劍潭青年活動中心                      | 基督徒醫療人員的異象 1、醫療教育 2、醫療異象 3、醫療傳道 4、海外醫宣                             | 220         |
| 33   | 林清澤 | 1999/02/26-28 | 台東知本東台大飯店                        | 新世紀基督徒醫療人員之衝擊與挑戰                                                                 | 130         |
| 六   | 林清澤 | 1999/02/26-28 | 台東知本東台大飯店                        | 新世紀基督徒醫療人員之衝擊與挑戰                                                                 | 130         |
| 34   | 黃勝雄 | 2000/03/22-24 | 台北劍潭青年活動中心                      | 二十一世紀的挑戰系列之一 ~21世紀的醫療資訊                                                       | 與 教協合作 |
| 七   | 黃勝雄 | 2000/03/22-24 | 台北劍潭青年活動中心                      | 二十一世紀的挑戰系列之一 ~21世紀的醫療資訊                                                       | 與 教協合作 |
| 35   | 黃勝雄 | 2001/03/16-17 | 台北天母農訓中心                          | 生命倫理                                                                                         | 50          |
| 八   | 黃勝雄 | 2001/03/16-17 | 台北天母農訓中心                          | 生命倫理                                                                                         | 50          |
| 36   | 魏志濤 | 2002/02/01-02 | 南投縣埔里謝緯營地                        | 福音與醫療                                                                                       | 110         |
| 九   | 魏志濤 | 2002/02/01-02 | 南投縣埔里謝緯營地                        | 福音與醫療                                                                                       | 110         |
| 37   | 魏志濤 | 2003/03/01-02 | 新竹聖經學院                              | 婚姻、事業、信仰                                                                                 | 150         |
| 38   | 許文憲 | 2004/02/14-15 | 台北內湖康寧生活會館                      | 尊貴的醫療傳承                                                                                   | 100         |
| 十   | 許文憲 | 2004/02/14-15 | 台北內湖康寧生活會館                      | 尊貴的醫療傳承                                                                                   | 100         |
| 39   | 許文憲 | 2005/02/25-27 | 阿里山賓館                                | 走出白色巨塔，擁抱（尚青） 年輕世代                                                              | 80          |
| 十一 | 陳恒常 | 2006/02/08-12 | 埔里基督教醫院/埔里牛耳石雕渡假村         | New Strategies of Medical Mission(與三國會議合併舉行)                                            | 50          |
| 40   | 陳恒常 | 2006/02/08-12 | 埔里基督教醫院/埔里牛耳石雕渡假村         | New Strategies of Medical Mission(與三國會議合併舉行)                                            | 50          |
| 41   | 陳恒常 | 2007/04/28-29 | 台北劍潭青年活動中心                      | 面對挑戰與選擇── 平衡的基督徒醫療人員生活                                                        | 70          |
| 十二 | 陳恒常 | 2008/02/23-24 | 中華電信高雄訓練分所                      | 現今基督徒醫療人員的服事                                                                         | 65          |
| 42   | 陳恒常 | 2008/02/23-24 | 中華電信高雄訓練分所                      | 現今基督徒醫療人員的服事                                                                         | 65          |
| 43   | 陳恒常 | 2009/02/21-22 | 國立傳統藝術中心＆福泰冬山厝（宜蘭縣羅東) | 跨文化健康照顧之使命策略與挑戰                                                                   | 110         |
| 十三 | 林國川 | 2010/02/27-28 | 日月潭教師會館                            | 完成你的使命 1、多走一里路 2、職業與使命 3、尋找你的提摩太—使命與傳承                            | 172         |
| 44   | 林國川 | 2010/02/27-28 | 日月潭教師會館                            | 完成你的使命 1、多走一里路 2、職業與使命 3、尋找你的提摩太—使命與傳承                            | 172         |
| 45   | 林國川 | 2011/02/18-20 | 阿里山鄉來吉村鄒族蘭后渡假民宿            | 承擔苦難、攜手重建、共享榮耀                                                                     | 80          |
| 十四 | 林國川 | 2012/02/25-26 | 台南七股民宿                              | 醫療與宣教                                                                                       | 108         |
| 46   | 林國川 | 2012/02/25-26 | 台南七股民宿                              | 醫療與宣教                                                                                       | 108         |
| 47   | 林國川 | 2013/03/02-03 | 桃園縣龍潭鄉渴望會館                      | 當前台灣基督徒醫務人員之困境與突破～ 1、醫療 2、信仰 3、生涯規劃 4、宣教                         | 107         |
| 十五 | 陳恒德 | 2014/03/01~02 | 天母會議中心/沃田旅店                     | 傳承與更新1、生命2、生活3、事奉                                                                  | 120         |
| 48   | 陳恒德 | 2014/03/01~02 | 天母會議中心/沃田旅店                     | 傳承與更新1、生命2、生活3、事奉                                                                  | 120         |
| 49   | 陳恒德 | 2015/8/07-09  | 彰化基督教醫院＆ 福懋大樓                 | 多元合一在主裡 (與彰基、路加傳道會合辦，亞洲大會合併舉行)                                        | 236         |
| 十六 | 陳恒德 | 2016/2/20-21  | 中央研究院                                | 生命陪伴，全人醫療                                                                               | 80          |
| 50   | 陳恒德 | 2016/2/20-21  | 中央研究院                                | 生命陪伴，全人醫療                                                                               | 80          |
| 51   | 陳恒德 | 2017/3/11-12  | 台東天主教芳心好美館                      | TIGER 台灣(TI) 基督徒(G) 醫療人員(E) 的再生(Revival)                                             | 限定 40     |
| 十七 | 林 喆  | 2018/4/14-15  | （台北）榮光小組教會                      | 基督徒醫療人員(GE)的軟弱與剛強                                                                   | 40          |
| 52   | 林 喆  | 2018/4/14-15  | （台北）榮光小組教會                      | 基督徒醫療人員(GE)的軟弱與剛強                                                                   | 40          |
| 53   | 林 喆  | 2019/3/16-17  | 阿里山鄉來吉村 鄒族蘭后渡假民宿           | 與神同行，與人同工：大手牽小手                                                                   | 57          |

附註：當屆理事長為下屆研修之主辦者。
    1989年內政部社團法開放，1990年初本會正式向內政部登記立案。
    2015年49屆與路加，彰基合辦 台灣TCMA, CCMM醫療傳道聯合退修會
     2016年50屆改為春季靈修會

## 醫療傳道聯合退修會一覽表（與路加傳道會聯合主辦）[2]
| 主辦醫院            | 日期          | 地點                      | 主題                                      | 人數 |
| ------------------- | ------------- | ------------------------- | ----------------------------------------- | ---- |
| 彰化基督教醫院      | 2015/8/07-09  | 彰化基督教醫院＆ 福懋大樓 | 多元合一在主裡 (聯合亞洲大會合併舉行)     | 236  |
| 馬偕醫院 馬偕醫學院 | 2016/8/26-28  | （新北市三芝） 馬偕醫學院 | 醫療傳道的呼召與委身                      | 288  |
| 嘉義基督教醫院      | 2017/11/17-19 | 嘉義基督教醫院            | 醫療傳道的回顧、策略與前瞻                | 308  |
| 門諾會醫院          | 2018/10/12-14 | （花蓮）門諾會醫院        | 為主服務--感動與行動                      | 302  |
| 彰化基督教醫院      | 2019/9/27-29  | 彰化基督教醫院＆ 福懋大樓 | 反思、悔改、更新 (Reflect、Repent、Renew) | 202  |

## 外部連結
- 台灣基督徒醫學協會 （页面存档备份，存于）
- 路加傳道會 （页面存档备份，存于）

1. ↑  . www.tcma.org.tw.   [2019-01-30]. （原始内容存档于2019-01-30）.
2. 1 2  林麗娜. . 會員大會手冊 (TCMA). 2019: P.30.